# Vicente da Gamal Leão
Vicente da Gamal Leão (Espinhal, Portugal, 22 de setembro de 1713, 1º de outubro de 1791) foi um prelado português da Igreja Católica e bispo coadjutor da Arquidiocese de São Sebastião do Rio de Janeiro.

## Vida
Vicente foi ordenado diácono em 7 de janeiro de 1741. Ele recebeu o sacramento da ordenação sacerdotal em 14 de junho do mesmo ano.
Em 19 de julho de 1756, foi nomeado bispo coadjutor da Arquidiocese de São Sebastião do Rio de Janeiro, função que ocupou até 1773, e bispo titular de Etaloniensis (Hetaloniensis).
Recebeu sua ordenação episcopal do bispo auxiliar do Patriarcado de Lisboa, José Dantas Barbosa, em 24 de outubro de 1756.

Vicente da Gamal Leão morreu em 1º de outubro de 1791, aos 78 anos.